# 足寄町立足寄小学校
足寄町立足寄小学校（あしょろちょうりつあしょろしょうがっこう）は、北海道足寄郡足寄町南6条3丁目にある公立小学校。

## 沿革
- 2000年（平成12年）4月1日 - 東・西・中足寄の各小学校を統合して開校。
- 2009年（平成21年）3月12日 - 新体育館完成。
- 2010年（平成22年）
  - 1月31日 - 新校舎（西校舎）完成。
  - 2月20日 - 開校10周年記念と新校舎・体育館落成記念の両式典記念挙行。
  - 11月30日 - 校舎耐震補強工事完了。
- 2017年（平成29年）
  - 7月 - この月から翌年2月にかけて、第1期大規模改修工事（教室、トイレ、廊下、階段、暖房）。
  - 8月 - 職員室とコンピュータ室のコンピュータ更新。
- 2018年（平成30年）7月 - この月と翌月の期間、第2期大規模改修（児童・職員玄関、教室内窓、職員室）。

## 通学区域
- こちらのサイトを参照

## 進学先中学校
- 足寄町立足寄中学校

## 学校周辺
- ホームケアクリニックあづま
- 南区コミュニティセンター
- 足寄町多目的交流施設
- 足寄合同庁舎
- 中島通公園
- 足寄寺
- 国道241号
- 国道242号
  - 上記国道2路線は、本校付近で重複している。

## 交通アクセス
- 十勝バス17系統帯広陸別線で、「足寄南6条」バス停下車後、徒歩約300m・約5分。